# Kalifabougou
Kalifabougou è un comune rurale del Mali facente parte del circondario di Kati, nella regione di Koulikoro.
Il comune è composto da 12 nuclei abitati:
- Banthy
- Djidié
- Djinidiéla
- Dougan
- Fansira-Djérobougou
- Kababougou
- Kalifabougou
- Mangola
- N'Golobougou
- Niamana
- Ouassorola
- Tiéssebougou